# Martius (mois)
Pour les articles homonymes, voir Martius.

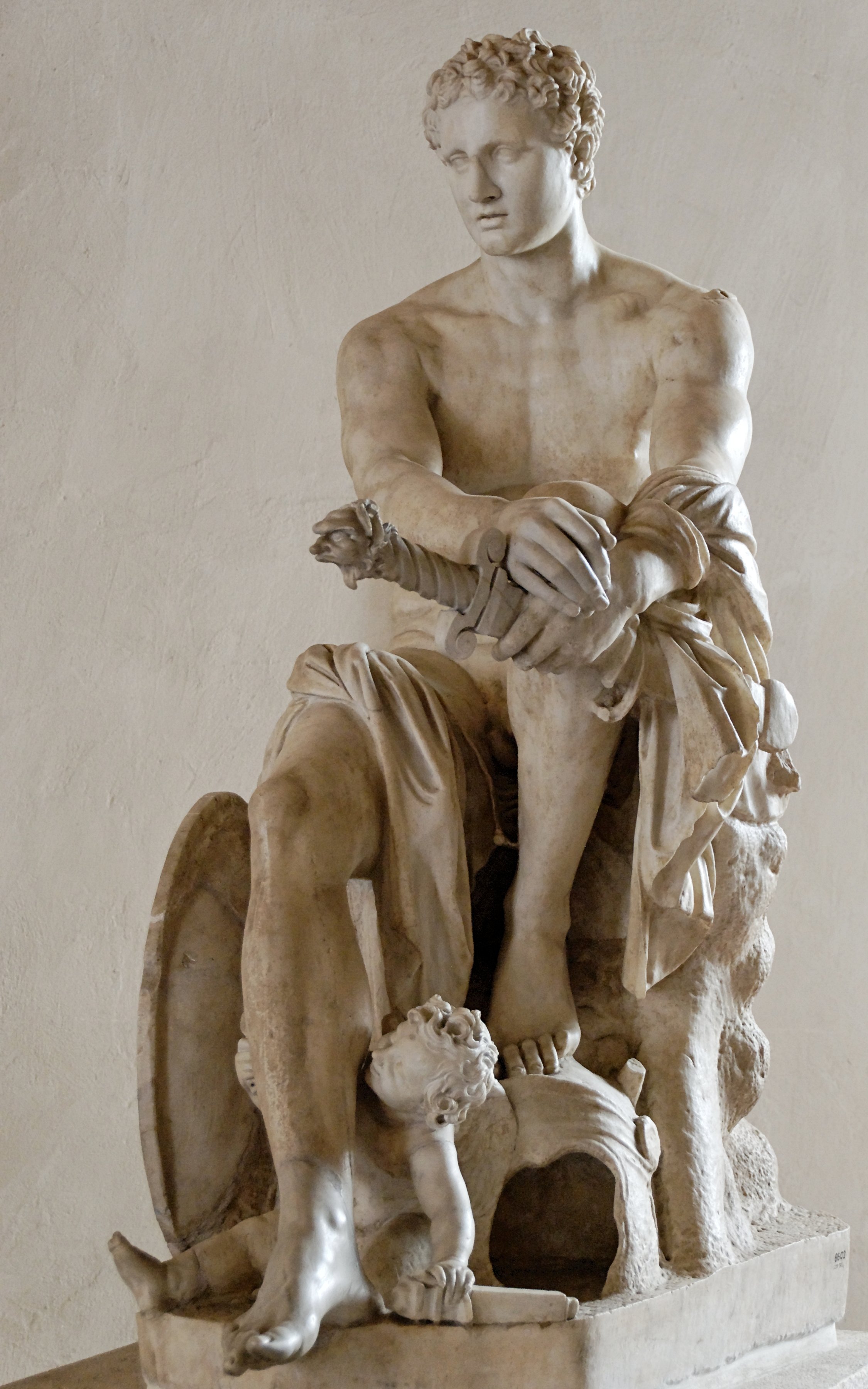
Statut de Martius

Martius est un mois du calendrier romain, à l'origine de l'actuel mois de mars dans le calendrier grégorien.

## Caractéristiques
Dédié à Mars, dieu romain de la guerre, Martius existe depuis les plus anciennes versions connues du calendrier romain. Dans la plus ancienne retrouvée, Martius est le premier des dix mois de l'année et débute le jour de l'équinoxe de printemps. Il marque alors la fin de l'hiver (dont les jours ne font partie d'aucun mois) et le début de la saison des campagnes militaires.
Les réformes ultérieures le font précéder du mois de Februarius ou, pour les années nécessitant une intercalation, de celui de Mensis Intercalaris ou Mercedonius. Après -46 et l'introduction du calendrier julien, Martius est simplement précédé de Februarius.
À partir de -153, les années sont parfois nommées du nom des consuls qui y prennent leur office. Cette prise d'office débutant le premier jour de Ianuarius, Martius se trouve relégué en troisième position dans cette année consulaire. Martius continue cependant à être considéré comme premier mois de l'année pour d'autres considérations. Martius, ou plutôt son évolution moderne en mois de mars, n'est durablement considéré comme troisième mois de l'année en Europe qu'à partir du XVIe siècle. Avant cette date, il est courant de considérer que le jour de l'an est situé dans ce mois (mais pas forcément au début).

## Jours
Martius compte 31 jours dans toutes les versions successives du calendrier romain, y compris après la réforme julienne. Il débute par les Calendes (Kalendis Martiis) ; les Nones de Martius (Nonis Martiis) ont lieu le septième jour et les Ides (Idibus Martiis) le quinzième. Suivant le schéma commun au reste du calendrier romain, les autres jours sont nommés suivant le nombre de jours qui les séparent des Calendes, Nones ou Ides suivantes. Par exemple, le deuxième jour de Martius est désigné comme le sixième jour précédant les Nones (ante diem sextum Nonas Martias), le sixième comme la veille des Nones (pridie Nonas Martias), le huitième comme le huitième jour avant les Ides (ante diem octavum Idus Martias) et le seizième, lendemain des Ides, comme le dix-septième avant les Calendes d'Aprilis (ante diem septimum decimum Kalendas Apriles).
Le tableau suivant récapitule ces désignations :
| Jour | Nom latin (forme longue)                    | Nom latin (forme abrégée) |
| ---- | ------------------------------------------- | ------------------------- |
| 1    | Kalendis Martiis                            | Kal. Mart.                |
| 2    | Ante diem sextum Nonas Martias              | a.d. VI Non. Mart.        |
| 3    | Ante diem quitum Nonas Martias              | a.d. V Non. Mart.         |
| 4    | Ante diem quartum Nonas Martias             | a.d. IV Non. Mart.        |
| 5    | Ante diem tertium Nonas Martias             | a.d. III Non. Mart.       |
| 6    | Pridie Nonas Martias                        | Prid. Non. Mart.          |
| 7    | Nonis Martiis                               | Non. Mart.                |
| 8    | Ante diem octavum Idus Martias              | a.d. VIII Id. Mart.       |
| 9    | Ante diem septimum Idus Martias             | a.d. VII Id. Mart.        |
| 10   | Ante diem sextum Idus Martias               | a.d. VI Id. Mart.         |
| 11   | Ante diem quintum Idus Martias              | a.d. V Id. Mart.          |
| 12   | Ante diem quartum Idus Martias              | a.d. IV Id. Mart.         |
| 13   | Ante diem tertium Idus Martias              | a.d. III Id. Mart.        |
| 14   | Pridie Idus Martias                         | Prid. Id. Mart.           |
| 15   | Idibus Martiis                              | Id. Mart.                 |
| 16   | Ante diem septimum decimum Kalendas Apriles | a.d. XVII Kal. Apr.       |
| 17   | Ante diem sextum decimum Kalendas Apriles   | a.d. XVI Kal. Apr.        |
| 18   | Ante diem quintum decimum Kalendas Apriles  | a.d. XV Kal. Apr.         |
| 19   | Ante diem quartum decimum Kalendas Apriles  | a.d. XIV Kal. Apr.        |
| 20   | Ante diem tertium decimum Kalendas Apriles  | a.d. XIII Kal. Apr.       |
| 21   | Ante diem duodecimum Kalendas Apriles       | a.d. XII Kal. Apr.        |
| 22   | Ante diem undecimum Kalendas Apriles        | a.d. XI Kal. Apr.         |
| 23   | Ante diem decimum Kalendas Apriles          | a.d. X Kal. Apr.          |
| 24   | Ante diem nonum Kalendas Apriles            | a.d. IX Kal. Apr.         |
| 25   | Ante diem octavum Kalendas Apriles          | a.d. VIII Kal. Apr.       |
| 26   | Ante diem septimum Kalendas Apriles         | a.d. VII Kal. Apr.        |
| 27   | Ante diem sextum Kalendas Apriles           | a.d. VI Kal. Apr.         |
| 28   | Ante diem quintum Kalendas Apriles          | a.d. V Kal. Apr.          |
| 29   | Ante diem quartum Kalendas Apriles          | a.d. IV Kal. Apr.         |
| 30   | Ante diem tertium Kalendas Apriles          | a.d. III Kal. Apr.        |
| 31   | Pridie Kalendas Apriles                     | Prid. Kal. Apr.           |